# Светилки
Светилки — деревня в Вологодском районе Вологодской области.
Входит в состав Старосельского сельского поселения, с точки зрения административно-территориального деления — в Старосельский сельсовет.
Расстояние по автодороге до районного центра Вологды — 51 км, до центра муниципального образования Стризнево — 10 км. Ближайшие населённые пункты — Беседное, Вахрушево, Болтутино.
По переписи 2002 года население — 23 человека (12 мужчин, 11 женщин). Преобладающая национальность — русские (96 %).